# Vulpes (banda)
Vulpes, —también escrito Vulpess, aunque esta última grafía es incorrecta— fue un grupo español femenino de punk rock formado durante el verano de 1982 en el barrio de Irala, en Bilbao. 
Se hizo famoso a partir del 23 de abril de 1983 tras una entrevista emitida en el programa de TVE Caja de ritmos, dirigido por Carlos Tena, que servía de escaparate de la actualidad musical del momento. En el programa interpretaron la canción «Me gusta ser una zorra», que supuso la cancelación definitiva del espacio.
Después de la polémica se disolvió, con el único y ya mencionado sencillo en su haber. 
En 2005 sus componentes se reunieron para grabar el álbum Me gusta ser. Un año después, una vez editado, volvieron a separarse.
En 2012 se publicó el álbum en directo Barbarela 83.

## Componentes
Cuatro jóvenes con edades entre los 17 y 21 años (el día de su formación):
- Loles Vázquez «Anarkoma Zorrita» - guitarra eléctrica.
- Mamen Rodrigo «Evelyn Zorrita» - voz.
- Begoña Astigarraga «Ruth Zorrita» - bajo eléctrico.
- Lupe Vázquez «Pigüy Zorrita» - batería (fallecida en 1993).

La componente más antigua, Anarkoma, estaba dispuesta a formar un grupo de punk rock femenino y, en caso de no haberlo conseguido, lo hubiera formado mixto.
Sus gustos musicales son dispares, así, Evelyn y Pigüy son fans de Bruce Springsteen, mientras que Anarkoma y Ruth tiran más por el punk (Sex Pistols, Ramones) y el rockabilly (The B-52's).
El 29 de noviembre de 2003, y como homenaje a Lupe, fallecida en 1993, comenzaron a dar nuevos conciertos, algunos de ellos con notable asistencia de público.
En 2005, entraron al estudio para grabar el álbum que no pudieron hacer en su momento. Para ello contaron con la ayuda de Joaquín «Killer» González a la guitarra. Fue publicado al año siguiente bajo el título de Me gusta ser.
En 2012 fue publicado el álbum en directo Barbarela 83.

## La polémica
Su intención como grupo era básicamente cantar.

«Nos gusta ser como somos y pensamos que a nadie debe escandalizar que digamos que nos masturbamos, porque eso es natural, eso lo hace todo el mundo. Es más fuerte poner películas violentas u obligar a niños a seguir determinado tipo de religión»

La emisión de su canción «Me gusta ser una zorra» en el programa de televisión Caja de ritmos provocó un escándalo considerable, al que contribuyó no poco la publicación de la letra, quince días después, en un editorial del diario nacional más antiguo del país, ABC. Desde este diario se exigió a la dirección de televisión que tomara medidas. También el Partido Demócrata Popular protestó ante la emisión del vídeo e incluso el fiscal general del Estado presentó una querella por escándalo público. Al final se produjo la dimisión del director del programa, Carlos Tena, y el cierre de Caja de ritmos.
La letra de la polémica canción (véase enlaces externos) empezaba así:
Si tú me vienes hablando de amor,
qué dura es la vida,
cual caballo te guía.
Permíteme que te dé mi opinión:
¡Mira, imbécil, que te den por culo!
Me gusta ser una zorra.
La canción es una versión hecha con la música del tema «I wanna be your dog» de Iggy Pop y The Stooges, que había sido versionado el año anterior, 1982, por el grupo español Parálisis Permanente, «Quiero ser tu perro». También el grupo de punk peruano Narcosis tiene una versión de la canción en su álbum Primera dosis de 1985. El grupo de Villarreal El Último Ke Zierre también tiene una versión de esta canción llamada «Yo podría ser tu perro». En 2009 el grupo de punk rock méxico-español Los Acá sacan en su disco La rebelión de las faldas una nueva versión libre de «Me gusta ser una zorra», reescrita por José Riaza, cantante y guitarrista del grupo.

## Discografía
- Las Vulpess Maqueta 1981
- «Me gusta ser una zorra» / «Inkisición» (Dos Rombos, 1983). Sencillo.
- Me gusta ser (Oihuka, 2006).
- Barbarela 83, álbum en directo (Punkaway, 2012).